# Dasypogon bonariensis
Dasypogon bonariensis är en tvåvingeart som beskrevs av Macquart 1838. Dasypogon bonariensis ingår i släktet Dasypogon och familjen rovflugor. Inga underarter finns listade i Catalogue of Life.